# South Caicos
South Caicos (ou Caïcos du Sud) est une île de l'archipel des Caïcos, dépendantes du territoire des Îles Turques-et-Caïques.
La ville principale est Cockburn Harbour (à ne pas confondre avec Cockburn Town qui est la capitale du territoire et de l’île de Grand Turk).